# Лопата (Ульяновська область)
Лопата (рос. Лопата) — присілок в Мелекеському районі Ульяновської області Російської Федерації.
Населення становить 14 осіб. Входить до складу муніципального утворення Ніколочеремшанське сільське поселення.

## Історія
Від 2004 року входить до складу муніципального утворення Ніколочеремшанське сільське поселення.

## Населення
| 2010 |
| ---- |
| 14   |